# Ben Barba

a Compétitions nationales et continentales officielles uniquement.

Dernière mise à jour le 16 novembre 2021.
Ben Barba, né le 13 juin 1989 à Darwin, est un joueur de rugby à XIII australien d'origine aborigène ayant évolué aux postes d'Arrière, demi d'ouverture et demi de mêlée dans les années 2000 et 2010.
Il effectue sa première partie de carrière au sein des Bulldogs RLFC en 2008 devenu les Bulldogs de Canterbury-Bankstown en 2010. Il y devient l'un des plus prolifiques marqueurs d'essais de la National Rugby League devenant à deux reprises en 2011 et 2012 le meilleur marqueur d'essais et est désigné meilleur joueur de la NRL en 2012. Avec les Bulldogs, il atteint la finale de la NRL en 2012. En 2014, il signe pour trois saisons chez les Broncos de Brisbane mais rejoint dès 2015 les Sharks de Cronulla-Sutherland avec lesquels il remporte la NRL en 2016.
Bien qu'étant l'une des références au poste d'arrière en Australie, Ben Barba n'a jamais été sélectionné en équipe d'Australie en raison d'une concurrence accrue à ce poste avec Billy Slater.
En novembre 2016, Barba est reconnu coupable d'avoir pris de la cocaïne. La NRL décide de le suspendre indéfiniment dans un premier temps et les Sharks de Cronulla-Sutherland cassent son contrat. Le club français de rugby à XV le RC Toulon saute sur l'occasion et le fait signer à partir de 2017. Barba change alors de code de rugby, mais il ne parvient pas à s'imposer et retourne au XIII dans le club anglais de St Helens.

## Biographie
À 13 ans, il intègre le célèbre centre de formation de pinjarra, où il est surclassé avec les moins de 18 ans avant de s'engager aux Canterbury Bulldogs en 2009.
À seulement 15 ans, Ben Barba effectue ses premiers matchs au sein de l'équipe de jeune des Canterbury Bulldogs en Holden Cup.
Dès ses premiers matchs, il fait parler sa vitesse de pointe phénoménale ce qui lui vaut le surnom de « mobylette de Darwin », mais il est également appelé par ses amis « Darwiny l'ourson ».
Son mentor n'est autre que Michael Pellegrin, célèbre technicien du rugby à XIII, qui considère Ben comme son fils et lui fait travailler ses skills et son mental depuis ses débuts. Son investissement est tel qu'en 2008 Michael Pellegrin déclare : « Darwiny est un diamant brut, une pépite que tout le monde rêverait d'avoir sous son aile ». 
Élu « meilleur joueur » de NRL par ses pairs, il fait la fierté de tout un peuple qui voit en lui un véritable modèle.
Après son titre de NRL remporté avec les Sharks de Cronulla-Sutherland dans lequel il a eu une part active, il est testé positif à la cocaïne et est suspendu indéfiniment par la NRL. Les Sharks décident de leur côté de mettre un terme à son contrat.

## Palmarès

### Collectif
- Vainqueur de la National Rugby League : 2016 (Sharks de Cronulla-Sutherland).
- Finaliste de la National Rugby League : 2012 (Bulldogs de Canterbury-Bankstown).

### Individuel
- Meilleur joueur de la National Rugby League : 2012 (Bulldogs de Canterbury-Bankstown).
- Meilleur arrière de la National Rugby League : 2012 (Bulldogs de Canterbury-Bankstown).
- Meilleur joueur de la Super League : 2018 (St Helens).
- Meilleur marqueur d'essais de la National Rugby League : 2011 (23 essais) et 2012 (22 essais).
- Meilleur marqueur d'essais de la Super League : 2018 (St Helens)
- Nommé dans l'équipe type de Super League :  2018 (St Helens)

## Détails

### En clubs
| Saison                           | Club                             | Compétition                      | Matchs | Points | Essais | Buts | Drops |
| -------------------------------- | -------------------------------- | -------------------------------- | ------ | ------ | ------ | ---- | ----- |
| 2008                             | Bulldogs RLFC                    | National Rugby League            | 4      | 4      | 1      | 0    | 0     |
| 2009                             | Bulldogs RLFC                    | National Rugby League            | 4      | 4      | 1      | 0    | 0     |
| 2010                             | Canterbury-Bankstown Bulldogs    | National Rugby League            | 21     | 60     | 15     | 0    | 0     |
| 2011                             | Canterbury-Bankstown Bulldogs    | National Rugby League            | 24     | 92     | 23     | 0    | 0     |
| 2012                             | Canterbury-Bankstown Bulldogs    | National Rugby League            | 27     | 88     | 22     | 0    | 0     |
| 2013                             | Canterbury-Bankstown Bulldogs    | National Rugby League            | 17     | 40     | 10     | 0    | 0     |
| 2014                             | Brisbane Broncos                 | National Rugby League            | 25     | 32     | 8      | 0    | 0     |
| 2015                             | Cronulla-Sutherland Sharks       | National Rugby League            | 19     | 12     | 3      | 0    | 0     |
| 2016                             | Cronulla-Sutherland Sharks       | National Rugby League            | 27     | 64     | 16     | 0    | 0     |
| 2017                             | RC Toulon                        | Top 14                           | 4      | 0      | 0      | 0    | 0     |
| 2017                             | St Helens RLFC                   | Super League                     | 4      | 12     | 4      | 0    | 0     |
| 2018                             | St Helens RLFC                   | Super League                     | 24     | 104    | 26     | 0    | 0     |
| Total Bulldogs                   | Total Bulldogs                   | Total Bulldogs                   | 97     | 288    | 72     | 0    | 0     |
| Total Brisbane Broncos           | Total Brisbane Broncos           | Total Brisbane Broncos           | 25     | 32     | 8      | 0    | 0     |
| Total Cronulla-Sutherland Sharks | Total Cronulla-Sutherland Sharks | Total Cronulla-Sutherland Sharks | 46     | 76     | 19     | 0    | 0     |
| Total                            | Total                            | Total                            | 168    | 396    | 99     | 0    | 0     |